# Liste des titres musicaux numéro un au Royaume-Uni en 1996
Cette page liste les titres classés no 1 des ventes de disques au Royaume-Uni pour l'année 1996 selon The Official Charts Company.
Les classements hebdomadaires prennent en compte les ventes physiques et sont issus des 100 meilleures ventes de singles (UK Singles Chart) et des 100 meilleures ventes d'albums (UK Albums Chart). Ils sont dévoilés le dimanche.

## Classement des singles
| №  | Date          | Artiste                                     | Titre                                                                                      | Référence |
| -- | ------------- | ------------------------------------------- | ------------------------------------------------------------------------------------------ | --------- |
| 1  | 7 janvier     | Michael Jackson                             | Earth Song                                                                                 |           |
| 2  | 14 janvier    | George Michael                              | Jesus to a Child                                                                           |           |
| 3  | 21 janvier    | Babylon Zoo                                 | Spaceman                                                                                   |           |
| 4  | 28 janvier    | Babylon Zoo                                 | Spaceman                                                                                   |           |
| 5  | 4 février     | Babylon Zoo                                 | Spaceman                                                                                   |           |
| 6  | 11 février    | Babylon Zoo                                 | Spaceman                                                                                   |           |
| 7  | 18 février    | Babylon Zoo                                 | Spaceman                                                                                   |           |
| 8  | 25 février    | Oasis                                       | Don't Look Back in Anger                                                                   |           |
| 9  | 3 mars        | Take That                                   | How Deep Is Your Love                                                                      |           |
| 10 | 10 mars       | Take That                                   | How Deep Is Your Love                                                                      |           |
| 11 | 17 mars       | Take That                                   | How Deep Is Your Love                                                                      |           |
| 12 | 24 mars       | The Prodigy                                 | Firestarter                                                                                |           |
| 13 | 31 mars       | The Prodigy                                 | Firestarter                                                                                |           |
| 14 | 7 avril       | The Prodigy                                 | Firestarter                                                                                |           |
| 15 | 14 avril      | Mark Morrison                               | Return of the Mack                                                                         |           |
| 16 | 21 avril      | Mark Morrison                               | Return of the Mack                                                                         |           |
| 17 | 28 avril      | George Michael                              | Fastlove                                                                                   |           |
| 18 | 5 mai         | George Michael                              | Fastlove                                                                                   |           |
| 19 | 12 mai        | George Michael                              | Fastlove                                                                                   |           |
| 20 | 19 mai        | Gina G                                      | Ooh Aah... Just a Little Bit                                                               |           |
| 21 | 26 mai        | Baddiel, Skinner (en) & The Lightning Seeds | Three Lions                                                                                |           |
| 22 | 2 juin        | Fugees                                      | Killing Me Softly                                                                          |           |
| 23 | 9 juin        | Fugees                                      | Killing Me Softly                                                                          |           |
| 24 | 16 juin       | Fugees                                      | Killing Me Softly                                                                          |           |
| 25 | 23 juin       | Fugees                                      | Killing Me Softly                                                                          |           |
| 26 | 30 juin       | Baddiel, Skinner & The Lightning Seeds      | Three Lions                                                                                |           |
| 27 | 7 juillet     | Fugees                                      | Killing Me Softly                                                                          |           |
| 28 | 14 juillet    | Gary Barlow                                 | Forever Love                                                                               |           |
| 29 | 21 juillet    | Spice Girls                                 | Wannabe                                                                                    |           |
| 30 | 28 juillet    | Spice Girls                                 | Wannabe                                                                                    |           |
| 31 | 4 août        | Spice Girls                                 | Wannabe                                                                                    |           |
| 32 | 11 août       | Spice Girls                                 | Wannabe                                                                                    |           |
| 33 | 18 août       | Spice Girls                                 | Wannabe                                                                                    |           |
| 34 | 25 août       | Spice Girls                                 | Wannabe                                                                                    |           |
| 35 | 1er septembre | Spice Girls                                 | Wannabe                                                                                    |           |
| 36 | 8 septembre   | Peter Andre                                 | Flava                                                                                      |           |
| 37 | 15 septembre  | Fugees                                      | Ready or Not                                                                               |           |
| 38 | 22 septembre  | Fugees                                      | Ready or Not                                                                               |           |
| 39 | 29 septembre  | Deep Blue Something                         | Breakfast at Tiffany's                                                                     |           |
| 40 | 6 octobre     | The Chemical Brothers                       | Setting Sun                                                                                |           |
| 41 | 13 octobre    | Boyzone                                     | Words                                                                                      |           |
| 42 | 20 octobre    | Spice Girls                                 | Say You'll Be There                                                                        |           |
| 43 | 27 octobre    | Spice Girls                                 | Say You'll Be There                                                                        |           |
| 44 | 3 novembre    | Robson & Jerome (en)                        | What Becomes of the Brokenhearted / Saturday Night at the Movies / You'll Never Walk Alone |           |
| 45 | 10 novembre   | Robson & Jerome (en)                        | What Becomes of the Brokenhearted / Saturday Night at the Movies / You'll Never Walk Alone |           |
| 46 | 17 novembre   | The Prodigy                                 | Breathe                                                                                    |           |
| 47 | 24 novembre   | The Prodigy                                 | Breathe                                                                                    |           |
| 48 | 1er décembre  | Peter Andre                                 | I Feel You                                                                                 |           |
| 49 | 8 décembre    | Boyzone                                     | A Different Beat                                                                           |           |
| 50 | 15 décembre   | Dunblane                                    | Knockin' on Heaven's Door / Throw These Guns Away                                          |           |
| 51 | 22 décembre   | Spice Girls                                 | 2 Become 1                                                                                 |           |
| 52 | 29 décembre   | Spice Girls                                 | 2 Become 1                                                                                 |           |

## Classement des albums
| №  | Date          | Artiste              | Titre                             | Référence |
| -- | ------------- | -------------------- | --------------------------------- | --------- |
| 1  | 7 janvier     | Oasis                | (What's the Story) Morning Glory? |           |
| 2  | 14 janvier    | Oasis                | (What's the Story) Morning Glory? |           |
| 3  | 21 janvier    | Oasis                | (What's the Story) Morning Glory? |           |
| 4  | 28 janvier    | Oasis                | (What's the Story) Morning Glory? |           |
| 5  | 4 février     | Oasis                | (What's the Story) Morning Glory? |           |
| 6  | 11 février    | Oasis                | (What's the Story) Morning Glory? |           |
| 7  | 18 février    | The Bluetones (en)   | Expecting to Fly                  |           |
| 8  | 25 février    | Oasis                | (What's the Story) Morning Glory? |           |
| 9  | 3 mars        | Oasis                | (What's the Story) Morning Glory? |           |
| 10 | 10 mars       | Oasis                | (What's the Story) Morning Glory? |           |
| 11 | 17 mars       | Céline Dion          | Falling into You                  |           |
| 12 | 24 mars       | The Beatles          | Anthology 2                       |           |
| 13 | 31 mars       | Take That            | Greatest Hits                     |           |
| 14 | 7 avril       | Take That            | Greatest Hits                     |           |
| 15 | 14 avril      | Take That            | Greatest Hits                     |           |
| 16 | 21 avril      | Take That            | Greatest Hits                     |           |
| 17 | 28 avril      | Alanis Morissette    | Jagged Little Pill                |           |
| 18 | 5 mai         | Alanis Morissette    | Jagged Little Pill                |           |
| 19 | 12 mai        | Ash                  | 1977                              |           |
| 20 | 19 mai        | George Michael       | Older                             |           |
| 21 | 26 mai        | George Michael       | Older                             |           |
| 22 | 2 juin        | George Michael       | Older                             |           |
| 23 | 9 juin        | Metallica            | Load                              |           |
| 24 | 16 juin       | Bryan Adams          | 18 til I Die                      |           |
| 25 | 23 juin       | Alanis Morissette    | Jagged Little Pill                |           |
| 26 | 30 juin       | Crowded House        | Recurring Dream                   |           |
| 27 | 7 juillet     | Crowded House        | Recurring Dream                   |           |
| 28 | 14 juillet    | Alanis Morissette    | Jagged Little Pill                |           |
| 29 | 21 juillet    | Alanis Morissette    | Jagged Little Pill                |           |
| 30 | 28 juillet    | Alanis Morissette    | Jagged Little Pill                |           |
| 31 | 4 août        | Alanis Morissette    | Jagged Little Pill                |           |
| 32 | 11 août       | Alanis Morissette    | Jagged Little Pill                |           |
| 33 | 18 août       | Alanis Morissette    | Jagged Little Pill                |           |
| 34 | 25 août       | Alanis Morissette    | Jagged Little Pill                |           |
| 35 | 1er septembre | Alanis Morissette    | Jagged Little Pill                |           |
| 36 | 8 septembre   | Suede                | Coming Up                         |           |
| 37 | 15 septembre  | R.E.M.               | New Adventures in Hi-Fi           |           |
| 38 | 22 septembre  | Kula Shaker          | K                                 |           |
| 39 | 29 septembre  | Kula Shaker          | K                                 |           |
| 40 | 6 octobre     | Peter Andre          | Natural                           |           |
| 41 | 13 octobre    | Simply Red           | Greatest Hits                     |           |
| 42 | 20 octobre    | Simply Red           | Greatest Hits                     |           |
| 43 | 27 octobre    | The Beautiful South  | Blue Is the Colour                |           |
| 44 | 3 novembre    | Boyzone              | A Different Beat                  |           |
| 45 | 10 novembre   | Spice Girls          | Spice                             |           |
| 46 | 17 novembre   | Robson & Jerome (en) | Take Two                          |           |
| 47 | 24 novembre   | Robson & Jerome (en) | Take Two                          |           |
| 48 | 1er décembre  | Spice Girls          | Spice                             |           |
| 49 | 8 décembre    | Spice Girls          | Spice                             |           |
| 50 | 15 décembre   | Spice Girls          | Spice                             |           |
| 51 | 22 décembre   | Spice Girls          | Spice                             |           |
| 52 | 29 décembre   | Spice Girls          | Spice                             |           |

## Meilleures ventes de l'année
Ce sont les Fugees qui réalisent la meilleure vente de singles de l'année avec leur version de la chanson Killing Me Softly with His Song, abrégée en Killing Me Softly, et écoulée à 1 170 000 exemplaires.
Les Spice Girls sont non seulement deuxième avec leur tube Wannabe, vendu à 1 160 000 exemplaires, mais occupent également les quatrième et cinquième places avec respectivement Say You'll Be There (874 000 ventes) et 2 Become 1 (720 000).
Le groupe de rock Babylon Zoo réussit à se glisser au troisième rang avec le titre Spaceman, utilisé dans un spot publicitaire pour les jeans Levi's, qui s'est vendu 942 000 fois.
| Singles | Albums |
| --- | --- |
| 1. Fugees – Killing Me Softly 2. Spice Girls - Wannabe 3. Babylon Zoo – Spaceman 4. Spice Girls - Say You'll Be There 5. Spice Girls - 2 Become 1 6. Mark Morrison - Return of the Mack 7. Baddiel, Skinner & The Lightning Seeds - Three Lions 8. Gina G - Ooh Aah... Just a Little Bit 9. Robert Miles - Children 10. Peter Andre feat. Bubbler Ranx – Mysterious Girl | 1. Alanis Morissette – Jagged Little Pill 2. Spice Girls - Spice 3. Oasis - (What's the Story) Morning Glory? 4. Céline Dion - Falling into You 5. George Michael - Older 6. Robson & Jerome - Take Two 7. Fugees - The Score 8. Simply Red - Greatest Hits 9. The Beautiful South - Blue Is the Colour 10. Take That - Greatest Hits |